# Tour du Qatar féminin 2015
La 7e édition du Tour du Qatar féminin a eu lieu du 3 au 6 février 2015. L'épreuve est inscrite au calendrier international féminin UCI 2015, en catégorie 2.1. Vainqueure des 2 dernières étapes, Elizabeth Armitstead (Boels-Dolmans Cycling Team) remporte le classement général et le classement par points. Elle devance Chloe Hosking (Wiggle Honda) et sa coéquipière Ellen van Dijk, gagnante elle aussi d'une étape. 12e du classement général, Beatrice Bartelloni (Ale Cipollini) termine meilleure jeune, tandis que la formation Wiggle Honda place 2 éléments dans le Top 10 (Hosking et Jolien D'Hoore, 6e) et s'adjuge le classement par équipe.

## Présentation

### Parcours
Ce Tour du Qatar féminin est composé de 4 étapes en lignes plates mais propices aux bordures.

### Équipes
L'épreuve est ouverte aux équipes féminines UCI, équipes nationales, équipes régionales et équipes de club. L'organisateur ASO a convié 15 équipes : 12 équipes UCI et 3 sélections nationales.
| Nom de l'équipe                     | Pays        | Code |
| ----------------------------------- | ----------- | ---- |
| Ale Cipollini                       | Italie      | ALE  |
| Bigla                               | Suisse      | BCT  |
| Boels Dolmans                       | Pays-Bas    | DLT  |
| China Chongming-Liv-Champion System | Chine       | GPC  |
| Hitec Products                      | Norvège     | HPU  |
| Optum-Kelly Benefit Strategies      | États-Unis  | OPW  |
| Orica-AIS                           | Australie   | GWE  |
| Rabo Liv Women                      | Pays-Bas    | RBW  |
| Liv-Plantur                         | Pays-Bas    | TLP  |
| Topsport Vlaanderen-Pro-Duo         | Belgique    | VLL  |
| Velocio-SRAM                        | Allemagne   | VEL  |
| Wiggle Honda                        | Royaume-Uni | WHT  |

| Nom de l'équipe    | Pays      | Code |
| ------------------ | --------- | ---- |
| Équipe d'Australie | Australie | AUS  |
| Équipe de France   | France    | FRA  |
| Équipe d'Italie    | Italie    | ITA  |

## Étapes
| Étape     | Date      | Villes étapes                        | Type | Distance (km) | Vainqueur d’étape    | Leader du classement général |
| --------- | --------- | ------------------------------------ | ---- | ------------- | -------------------- | ---------------------------- |
| 1re étape | 3 février | Museum of Islamic Art - Dukhan Beach |      | 98            | Annalisa Cucinotta   | Annalisa Cucinotta           |
| 2e étape  | 4 février | Al Zubarah Fort - Madinat Al Shamal  |      | 112           | Ellen van Dijk       | Ellen van Dijk               |
| 3e étape  | 5 février | Souq Waqif - Al Khor Corniche        |      | 93            | Elizabeth Armitstead | Elizabeth Armitstead         |
| 4e étape  | 5 février | Sealine Beach Resort - Doha Corniche |      | 85            | Elizabeth Armitstead | Elizabeth Armitstead         |

## Déroulement de la course

### 1reétape

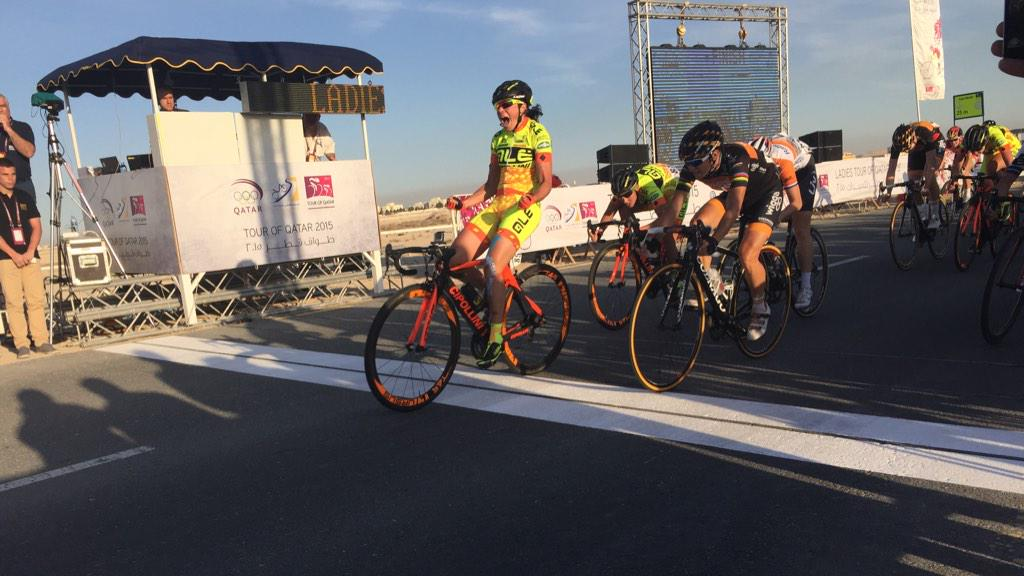
Annalisa Cucinotta remporte la 1re étape.

Le début d'étape est inhabituellement peu venté. Aucune attaque n'a lieu jusqu'au premier sprint intermédiaire (km 28), remporté par Shelley Olds (Bigla Cycling Team) devant Chloe Hosking (Orica-AIS) et Elizabeth Armitstead (Wiggle Honda). Xiu Jie Jiang (China Chongming-Liv-Champion System) s'échappe au km 37,5 et parvient à prendre jusqu'à 1 minute 20 d'avance, au km 61. Pendant ce temps, plusieurs participantes chutent, seule Maura Kinsella (Optum-Kelly Benefit Strategies) est contranite à l'abandon.
Elle passe en tête au 2e sprint intermédiaire, derrière Olds et Armitstead vont chercher les points et secondes de bonifications. Elle est reprise juste après. L'étape va se jouer au sprint. Parfaitement emmenée par ses équipières, l'italienne Annalisa Cucinotta (Ale Cipollini) s'impose devant ses compatriotes Giorgia Bronzini (Wiggle Honda) et sa coéquipière Marta Tagliaferro. Cucinotta s'empare ainsi de la tête du classement général et du classement par points, en devançant Bronzini de 4 secondes et Olds de 5, tandis que son équipière Arianna Fidanza est la meilleure jeune et la formation Ale Cipollini à la première place du classement par équipe.
|   | Coureur            | Pays       | Équipe         |    | Temps           |
| - | ------------------ | ---------- | -------------- | -- | --------------- |
| 1 | Annalisa Cucinotta | Italie     | Ale Cipollini  | en | 2 h 28 min 36 s |
| 2 | Giorgia Bronzini   | Italie     | Wiggle Honda   | +  | m.t             |
| 3 | Marta Tagliaferro  | Italie     | Ale Cipollini  |    | m.t             |
| 4 | Lucinda Brand      | Pays-Bas   | Rabo Liv Women |    | m.t             |
| 5 | Shelley Olds       | États-Unis | Bigla          |    | m.t             |

|   | Coureur              | Pays        | Équipe        |    | Temps           |
| - | -------------------- | ----------- | ------------- | -- | --------------- |
| 1 | Annalisa Cucinotta   | Italie      | Ale Cipollini | en | 2 h 28 min 26 s |
| 2 | Giorgia Bronzini     | Italie      | Wiggle Honda  | +  | 4 s             |
| 3 | Shelley Olds         | États-Unis  | Bigla         |    | 5 s             |
| 3 | Marta Tagliaferro    | Italie      | Ale Cipollini |    | 6 s             |
| 5 | Elizabeth Armitstead | Royaume-Uni | Boels Dolmans |    | 8 s             |

### 2eétape

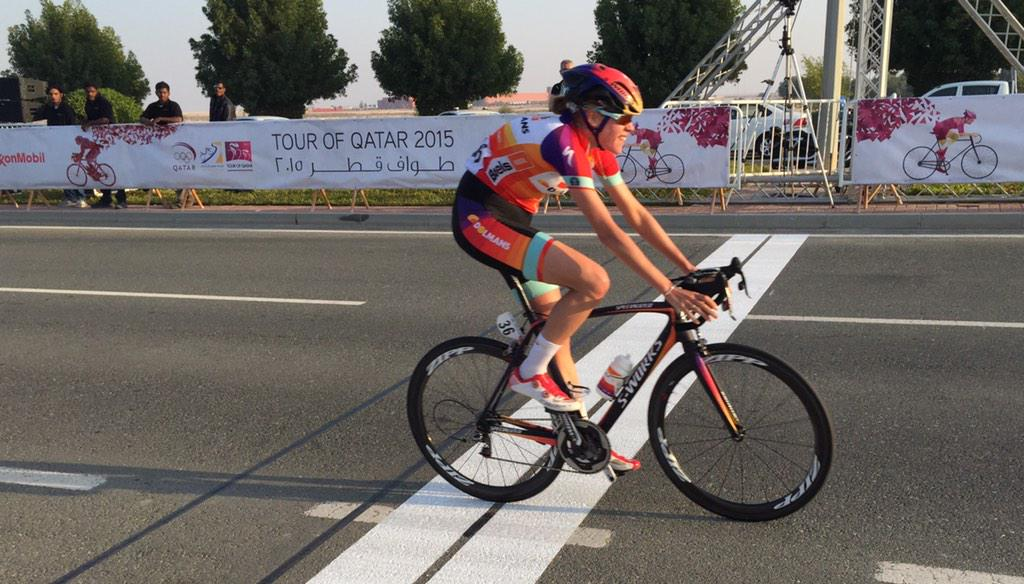
Ellen van Dijk remporte la 2e étape.

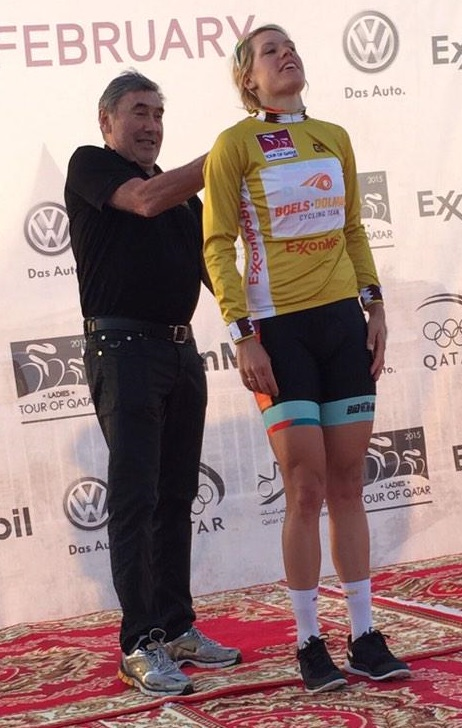
Van Dijk revêt également le maillot de leader.

Contrairement à la veille, le vent est important, et il ne faut attendre que 7 km pour voir le peloton exploser. Un groupe constitué de 16 éléments se forme à l'avant de la course : on retrouve Amy Pieters (Team Liv-Plantur), Chloe Hosking, Jolien D'Hoore, Elisa Longo Borghini (Wiggle Honda), Emma Johansson, Gracie Elvin, Loes Gunnewijk, Valentina Scandolara (Orica-AIS), Elizabeth Armitstead, Eleonora van Dijk (Boels Dolmans Cycling Team), Tiffany Cromwell, Trixi Worrack (Velocio-SRAM), Lucinda Brand (Rabo Liv Women), Marta Tagliaferro, Beatrice Bartelloni (Ale Cipollini) et Pascale Jeuland (Équipe de France). Au km 12, le groupe de tête dispose de 50 secondes d'avance sur le 2e groupe, 6 km plus loin l'avantage est passé à 1 minute 30, tandis que la porteuse du maillot or Annalisa Cucinotta (Ale Cippolini) est rejetée dans un groupe qui pointe déjà à près de 4 minutes.
L'écart va continuer d'augmenter, il est de 2 minutes 55 au début des 4 tours du circuit final. Au premier sprint intermédiaire, gagné par Hosking devant Tagliaferro et Johansson, l'avance sur le 2e groupe est de près de 4 minutes. Au km 79, à la faveur d'un changement de direction vers la gauche, Ellen Van Dijk accélère et provoque une nouvelle sélection. Chloe Hoskin et Elisa Longo Borghini prennent sa roue, Trixi Worrack, Elizabeth Armitstead et Emma Johansson parviennent elles aussi à prendre le bon wagon. Au 3e passage sur la ligne d'arrivée, les 6 coureuses ont 26 secondes d'avance sur le groupe de poursuivantes. Le 2e sprint intermédiaire est disputé lors du passage suivant, Armitstead y devance Johansson et Hosking.
Dans la foulée, Van Dijk attaque, en vain. Elle place un nouveau démarrage à 400 mètres de l'arrivée. Grâce à l'hésitation de ses adversaires et le contrôle de sa coéquipière, cette fois c'est efficace et la néerlandaise s'impose avec 3 secondes d'avance sur le reste du groupe, réglé par Worrack devant Armitstead, mis à part Longo Borghini qui s'est fait distancée et termine à 9 secondes. Les 10 autres membres du groupe de tête initial finissent aux alentours des 2 minutes, le peloton à 11 minutes 09 et le groupe maillot or à 16 minutes 10. Ellen Van Dijk s'empare également du maillot or, avec 4 secondes d'avance sur Lizzie Armitstead et 7 sur Trixie Worrack, qui porte désormais le maillot argent. 15e du classement général à 2 minutes 26, Beatrice Bartelloni est maillot blanc et Wiggle Honda la nouvelle meilleure équipe,.
|   | Coureur              | Pays        | Équipe        |    | Temps           |
| - | -------------------- | ----------- | ------------- | -- | --------------- |
| 1 | Ellen van Dijk       | Pays-Bas    | Boels Dolmans | en | 2 h 39 min 21 s |
| 2 | Trixi Worrack        | Allemagne   | Velocio-SRAM  | +  | 3 s             |
| 3 | Elizabeth Armitstead | Royaume-Uni | Boels Dolmans |    | m.t             |
| 4 | Chloe Hosking        | Australie   | Wiggle Honda  |    | m.t             |
| 5 | Emma Johansson       | Suède       | Orica-AIS     |    | m.t             |

|   | Coureur              | Pays        | Équipe        |    | Temps           |
| - | -------------------- | ----------- | ------------- | -- | --------------- |
| 1 | Ellen van Dijk       | Pays-Bas    | Boels Dolmans | en | 5 h 07 min 47 s |
| 2 | Elizabeth Armitstead | Royaume-Uni | Boels Dolmans | +  | 4 s             |
| 3 | Trixi Worrack        | Allemagne   | Velocio-SRAM  |    | 7 s             |
| 4 | Chloe Hosking        | Australie   | Wiggle Honda  |    | m.t             |
| 5 | Emma Johansson       | Suède       | Orica-AIS     |    | 10 s            |

### 3eétape
|   | Coureur              | Pays        | Équipe           |    | Temps           |
| - | -------------------- | ----------- | ---------------- | -- | --------------- |
| 1 | Elizabeth Armitstead | Royaume-Uni | Boels Dolmans    | en | 2 h 27 min 45 s |
| 2 | Shelley Olds         | États-Unis  | Bigla            | +  | m.t             |
| 3 | Lucinda Brand        | Pays-Bas    | Rabo Liv Women   |    | m.t             |
| 4 | Chloe Hosking        | Australie   | Wiggle Honda     |    | m.t             |
| 5 | Pascale Jeuland      | France      | Équipe de France |    | m.t             |

|   | Coureur              | Pays        | Équipe        |    | Temps           |
| - | -------------------- | ----------- | ------------- | -- | --------------- |
| 1 | Elizabeth Armitstead | Royaume-Uni | Boels Dolmans | en | 7 h 35 min 24 s |
| 2 | Ellen van Dijk       | Pays-Bas    | Boels Dolmans | +  | 8 s             |
| 3 | Chloe Hosking        | Australie   | Wiggle Honda  |    | 9 s             |
| 4 | Trixi Worrack        | Allemagne   | Velocio-SRAM  |    | 15 s            |
| 5 | Emma Johansson       | Suède       | Orica-AIS     |    | 17 s            |

### 4eétape
|   | Coureur              | Pays        | Équipe           |    | Temps           |
| - | -------------------- | ----------- | ---------------- | -- | --------------- |
| 1 | Elizabeth Armitstead | Royaume-Uni | Boels Dolmans    | en | 2 h 24 min 15 s |
| 2 | Chloe Hosking        | Australie   | Wiggle Honda     | +  | m.t             |
| 3 | Barbara Guarischi    | Italie      | Velocio-SRAM     |    | m.t             |
| 4 | Roxane Fournier      | France      | Équipe de France |    | m.t             |
| 5 | Emma Johansson       | Suède       | Orica-AIS        |    | m.t             |

|   | Coureur              | Pays        | Équipe        |    | Temps           |
| - | -------------------- | ----------- | ------------- | -- | --------------- |
| 1 | Elizabeth Armitstead | Royaume-Uni | Boels Dolmans | en | 9 h 59 min 25 s |
| 2 | Chloe Hosking        | Australie   | Wiggle Honda  | +  | 12 s            |
| 3 | Ellen van Dijk       | Pays-Bas    | Boels Dolmans |    | 22 s            |
| 4 | Trixi Worrack        | Allemagne   | Velocio-SRAM  |    | 29 s            |
| 5 | Emma Johansson       | Suède       | Orica-AIS     |    | 30 s            |

## Classements finals

### Classement général final
|    | Cycliste             | Pays        | Équipe           |    | Temps           |
| -- | -------------------- | ----------- | ---------------- | -- | --------------- |
| 1  | Elizabeth Armitstead | Royaume-Uni | Boels Dolmans    | en | 9 h 59 min 25 s |
| 2  | Chloe Hosking        | Australie   | Wiggle Honda     | +  | 12 s            |
| 3  | Ellen van Dijk       | Pays-Bas    | Boels Dolmans    |    | 22 s            |
| 4  | Trixi Worrack        | Allemagne   | Velocio-SRAM     |    | 29 s            |
| 5  | Emma Johansson       | Suède       | Orica-AIS        |    | 30 s            |
| 6  | Jolien D'Hoore       | Belgique    | Wiggle Honda     |    | 2 min 26 s      |
| 7  | Tiffany Cromwell     | Australie   | Velocio-SRAM     |    | 2 min 29 s      |
| 8  | Pascale Jeuland      | France      | Équipe de France |    | m.t             |
| 9  | Amy Pieters          | Pays-Bas    | Liv-Plantur      |    | m.t             |
| 10 | Gracie Elvin         | Australie   | Orica-AIS        |    | 2 min 37 s      |

### Classements annexes
|   | Cycliste             | Équipe        | Points |
| - | -------------------- | ------------- | ------ |
| 1 | Elizabeth Armitstead | Boels Dolmans | 50     |
| 2 | Chloe Hosking        | Wiggle Honda  | 43     |
| 3 | Shelley Olds         | Bigla         | 23     |

|   | Cycliste                  | Équipe          |    | Temps            |
| - | ------------------------- | --------------- | -- | ---------------- |
| 1 | Beatrice Bartelloni       | Ale Cipollini   | en | 10 h 02 min 13 s |
| 2 | Elena Cecchini            | Équipe d'Italie | +  | 8 min 53 s       |
| 3 | Maria Giulia Confalonieri | Ale Cipollini   |    | m.t              |

#### Classement par équipes
|   | Équipe        | Pays        |    | Temps            |
| - | ------------- | ----------- | -- | ---------------- |
| 1 | Wiggle Honda  | Royaume-Uni | en | 30 h 02 min 00 s |
| 2 | Orica-AIS     | Australie   | +  | 2 min 04 s       |
| 3 | Boels Dolmans | Pays-Bas    |    | 9 min 03 s       |

### Calendrier mondial UCI
Ce Tour du Qatar féminin attribue des points aux classements du Calendrier international féminin UCI 2015.
| Position           | 1er | 2e | 3e | 4e | 5e | 6e | 7e | 8e | 9e | 10e | 11e | 12e | 13e | 14e | 15e | 16e | 17e | 18e |
| Classement général | 80  | 60 | 45 | 35 | 30 | 25 | 21 | 18 | 15 | 12  | 10  | 8   | 6   | 5   | 4   | 3   | 2   | 1   |
| Par étape          | 16  | 12 | 8  | 6  | 5  | 4  |    |    |    |     |     |     |     |     |     |     |     |     |
| Leader             | 4   |    |    |    |    |    |    |    |    |     |     |     |     |     |     |     |     |     |

| #  | Cycliste             | Équipe             | Points |
| -- | -------------------- | ------------------ | ------ |
| 1  | Elizabeth Armitstead | Boels Dolmans      | 128    |
| 2  | Chloe Hosking        | Wiggle Honda       | 84     |
| 3  | Eleonora van Dijk    | Boels Dolmans      | 65     |
| 4  | Trixi Worrack        | Velocio-SRAM       | 51     |
| 5  | Emma Johansson       | Orica-AIS          | 40     |
| 6  | Jolien D'Hoore       | Wiggle Honda       | 25     |
| 7  | Pascale Jeuland      | Équipe de France   | 23     |
| 8  | Lucinda Brand        | Rabo Liv Women     | 22     |
| 9  | Tiffany Cromwell     | Velocio-SRAM       | 21     |
| 10 | Annalisa Cucinotta   | Ale Cipollini      | 20     |
| 10 | Shelley Olds         | Bigla Cycling Team | 20     |

| Suite du classement (12-21) | Suite du classement (12-21) | Suite du classement (12-21) | Suite du classement (12-21) |
| --------------------------- | --------------------------- | --------------------------- | --------------------------- |
| #                           | Cycliste                    | Équipe                      | Points                      |
| 12                          | Amy Pieters                 | Team Liv-Plantur            | 15                          |
| 13                          | Giorgia Bronzini            | Wiggle Honda                | 14                          |
| 14                          | Gracie Elvin                | Orica-AIS                   | 12                          |
| 14                          | Marta Tagliaferro           | Ale Cipollini               | 12                          |
| 16                          | Valentina Scandolara        | Orica-AIS                   | 10                          |
| 17                          | Barbara Guarischi           | Velocio-SRAM                | 9                           |
| 18                          | Beatrice Bartelloni         | Ale Cipollini               | 8                           |
| 19                          | Roxane Fournier             | Équipe de France            | 6                           |
| 20                          | Loes Gunnewijk              | Orica-AIS                   | 5                           |
| 21                          | Elisa Longo Borghini        | Wiggle Honda                | 4                           |
| 21                          | Lauren Kitchen              | Hitec Products              | 4                           |

## Évolution des classements
Le classement général, dont le leader porte le maillot or, s'établit en additionnant les temps réalisés à chaque étape, puis en ôtant d'éventuelles bonifications (10, 6 et 4 s à l'arrivée des 8 étapes en ligne et 3, 2 et 1 s à chaque sprint intermédiaire). En cas d'égalité, les critères de départage, dans l'ordre, sont : addition des places obtenues lors de chaque étape, place obtenue lors de la dernière étape.
Le classement par points, dont le leader porte le maillot argent, est l'addition des points attribués à l'arrivée des étapes (15, 12, 9, et 7 points, puis en ôtant 1 pt par place perdue jusqu'au 10e, qui reçoit donc 1 pt) et aux sprints intermédiaires (3, 2 et 1 points). En cas d'égalité de points, les critères de départage, dans l'ordre, sont : nombre de victoires d'étape, nombre de sprints intermédiaires, classement général.
Le classement du meilleur jeune, dont le leader porte le maillot blanc, est le classement général des coureurs nés depuis le 1er janvier 1992.
Le classement par équipes de l'étape est l'addition des trois meilleurs temps individuels de chaque équipe. En cas d'égalité, les critères de départage, dans l'ordre, sont : addition des places des trois premiers coureurs des équipes concernées, place du meilleur coureur sur l'étape. Calculer le classement par équipes revient à additionner les classements par équipes de chaque étape. En cas d'égalité, les critères de départage, dans l'ordre, sont : nombre de premières places dans le classement par équipes du jour, nombre de deuxièmes places dans le classement par équipes du jour, etc., place au classement général de la meilleure coureuse des équipes concernées.
| Étape              | Vainqueur            | Classement général   | Classement par points | Classement du meilleur jeune | Classement par équipes |
| ------------------ | -------------------- | -------------------- | --------------------- | ---------------------------- | ---------------------- |
| 1                  | Annalisa Cucinotta   | Annalisa Cucinotta   | Annalisa Cucinotta    | Arianna Fidanza              | Ale Cipollini          |
| 2                  | Ellen van Dijk       | Ellen van Dijk       | Trixi Worrack         | Beatrice Bartelloni          | Wiggle Honda           |
| 3                  | Elizabeth Armitstead | Elizabeth Armitstead | Elizabeth Armitstead  | Beatrice Bartelloni          | Wiggle Honda           |
| 4                  | Elizabeth Armitstead | Elizabeth Armitstead | Elizabeth Armitstead  | Beatrice Bartelloni          | Wiggle Honda           |
| Classements finals | Classements finals   | Elizabeth Armitstead | Elizabeth Armitstead  | Beatrice Bartelloni          | Wiggle Honda           |

## Liste des participants
- Liste de départ complète

| Légende | Légende                                                                                                  | Légende | Légende                                                                                         |
| ------- | --- | ------- | ----------------------------------------------------------------------------------------------- |
| Num     | Dossard de départ porté par le coureur sur ce Paris-Nice                                                 | Pos     | Position finale au classement général                                                           |
|         | Indique le vainqueur du classement général                                                               |         | Indique le vainqueur du classement par points                                                   |
|         | Indique le vainqueur du classement du meilleur jeune                                                     | #       | Indique la meilleure équipe                                                                     |
| NP      | Indique un coureur qui n'a pas pris le départ d'une étape, suivi du numéro de l'étape où il s'est retiré | AB      | Indique un coureur qui n'a pas terminé une étape, suivi du numéro de l'étape où il s'est retiré |
| HD      | Indique un coureur qui a terminé une étape hors des délais, suivi du numéro de l'étape                   | *       | Indique un coureur en lice pour le maillot blanc (coureurs nés après le 1er janvier 1992)       |